# Who Needs Information
„Who Needs Information“ je pátý singl britského zpěváka a baskytaristy Rogera Waterse, známého svým působením ve skupiny Pink Floyd. Singl vyšel v roce 1987 (viz 1987 v hudbě) pouze v USA.
Singl obsahuje dvě skladby: „Who Needs Information“, která pochází z alba Radio K.A.O.S., jež Waters vydal tentýž rok, a píseň „Molly's Song“ (zpěv Doreen Chanterová). Tu složil společně s dalšími písněmi pro koncepci alba Radio K.A.O.S. (což je rocková opera). Protože však upustil od nápadu vydat dvojalbum, byly zbylé písně, které podrobněji rozebírají příběh na Radio K.A.O.S., vydány na B stranách singlů.

## Seznam skladeb
1. „Who Needs Information“ (Waters) – 5:55
2. „Molly's Song“ (Waters) – 3:17